# Cresera similis
Cresera similis är en fjärilsart som beskrevs av Rothschild 1909. Cresera similis ingår i släktet Cresera och familjen björnspinnare. Inga underarter finns listade i Catalogue of Life.